# ФК Баија
Баија је бразилски фудбалски клуб из Салвадора у држави Баија. Основан је 1. јануара, 1939. године. Прво национално првенство, које је организовано 1959. године, у Бразилу по куп систему у којем су побједници државних првенстава играли куп такмичење за првака Бразила, припало је управо Баији. У финалу је побијеђен Сантос у којем је тада играо Пеле. Баија је освојила Бразилски Шампионат и 1988. године.